# Großer Blut-Helmling

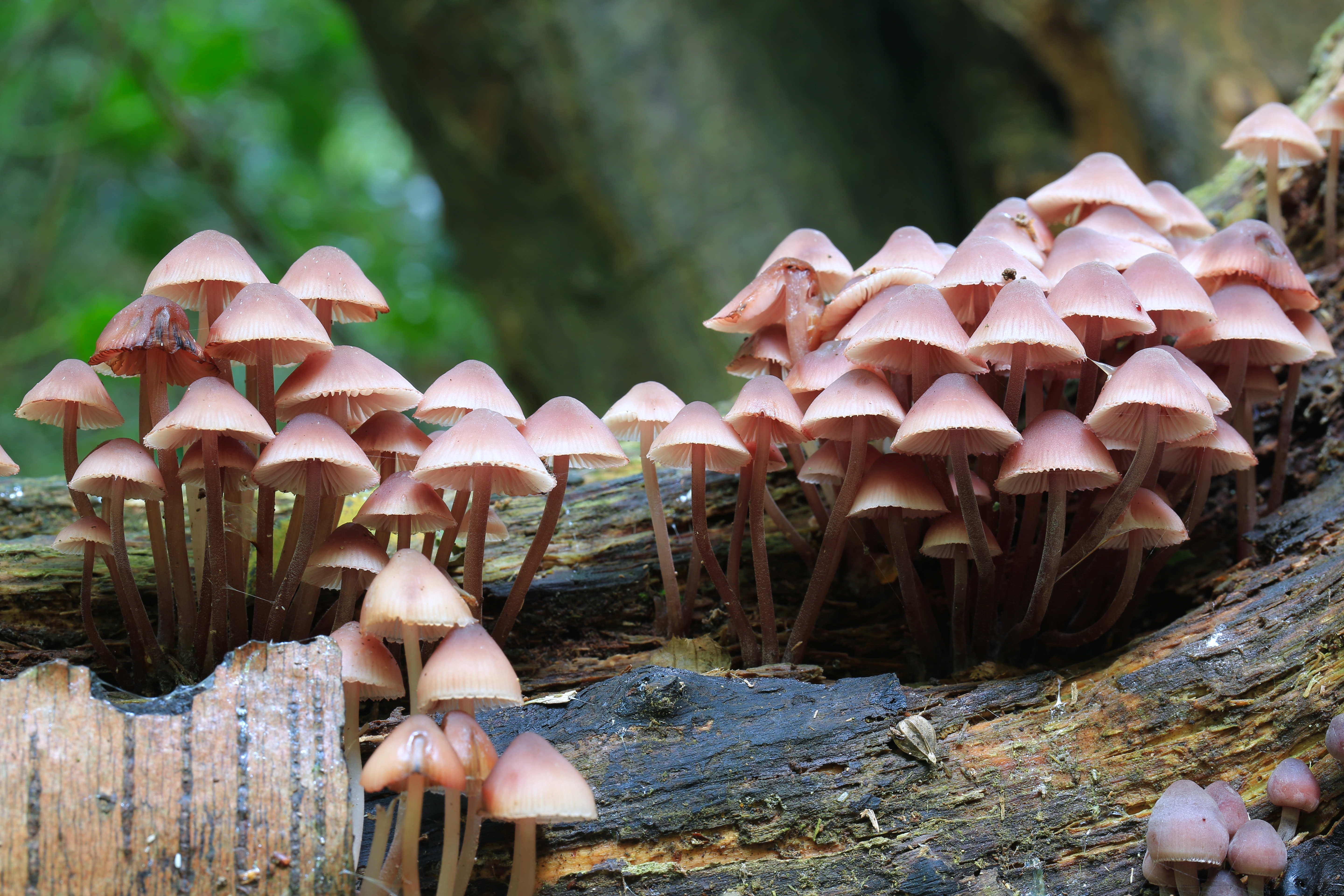
Große Blut-Helmlinge wachsen büschelig auf Holz.

Der Große Blut-Helmling (Mycena haematopus) ist eine Art der Pilze aus der Familie der Helmlingsverwandten (Mycenaceae). Der purpurbräunlich bis fleischbräunliche, ungenießbare Pilz scheidet bei Verletzung einen rötlichen Saft aus. Die Fruchtkörper des saprobiontisch lebenden Pilzes erscheinen zwischen April und Oktober meist büschelig auf Laubholz.

## Merkmale

### Makroskopische Merkmale
Der Hut ist 1–3 cm breit, jung halbkugelig, bald kegelig-glockenförmig und oft gebuckelt. Die Huthaut ist kahl, matt und fleisch- oder purpurbräunlich. Die Mitte ist meist dunkler gefärbt und der Rand durchscheinend gerieft, mit etwas überstehender, gezähnelt-gefranster Huthaut.
Die entfernt stehenden Lamellen sind ausgebuchtet am Stiel angewachsen oder laufen mit einem Zahn daran herab. Sie sind jung weißlich bis blass graurosa, später dunkler und an verletzten Stellen dunkelrot gefleckt. Die Lamellenschneiden sind glatt und das Sporenpulver weiß.
Der zylindrische und innen hohle Stiel ist 4–8 cm lang und 1–3 mm breit. Er ist glatt, oft schwach bepudert oder bereift und rosabräunlich oder wie der Hut gefärbt. An der Basis ist er oft dunkelbraunrot bis blutrot gefärbt.
Die Fruchtkörper wachsen meist büschelig und scheiden bei frischen Verletzungen eine dunkelrote bis braunrote Flüssigkeit ab. Das Fleisch ist dünn, schmeckt etwas schärflich-rettichartig und ist nahezu geruchlos.

### Mikroskopische Merkmale
Die rundlich bis breitelliptischen oder apfelkernartigen Sporen sind 8–11 µm lang und 5–7 µm breit, glatt und amyloid. Die viersporigen, keulenförmigen Basidien sind 30–37 µm lang und 8–11 µm breit. Die Cheilozystiden sind spindelig bis bauchig und haben einen langen, schnabelartig ausgezogenen Hals, der seltener auch etwas verzweigt sein kann. Sie sind 36–70 µm lang und 9–15 µm breit und bilden ein steriles Band auf den Lamellenschneiden. Ihr Inhalt kann rotbraun gefärbt sein. Die Pleurozystiden sind – falls vorhanden – ähnlich. In der dextrinoiden Lamellentrama fallen die mikroskopisch sichtbaren, dicklichen Milchhyphen auf. Mit Melzers Reagenz färbt sich die Trama weinrötlich an.
Die Hyphen der Huthaut (Pileipellis) sind 2–4,5 µm breit und mit divertikulaten (sackartig) Auswüchsen bedeckt. Die Hyphen der Rindenschicht des Stiels sind 2–3,5 µm breit und glatt. Die Caulozystiden messen 20–55 × 3,5–12,5 µm und kommen meist in Clustern vor. Sie sind keulenförmig bis unregelmäßig geformt oder verzweigt bis sehr grob divertikuliert. Schnallen sind reichlich vorhanden.

## Artabgrenzung
Die Art ist durch den blutroten Milchsaft gut gekennzeichnet, nur der sehr häufige Purpurschneidige Bluthelmling (M. sanguinolenta) kann recht ähnlich aussehen. Er ist aber zierlicher und hat eine mit der Lupe gut sichtbare, dunkelrote Lamellenschneide. Sein Milchsaft wird im Alter sehr spärlich und ist nur zu erkennen, wenn die Stielbasis zusammengedrückt wird. Eine gewisse Ähnlichkeit kann auch der Gelbmilchende Helmling (M. crocata) haben. Die austretende Milch ist bei diesem Helmling safranfarben und der leuchtend rote Stiel steht im auffallenden Gegensatz zu der weißstriegeligen Stielbasis.

## Ökologie

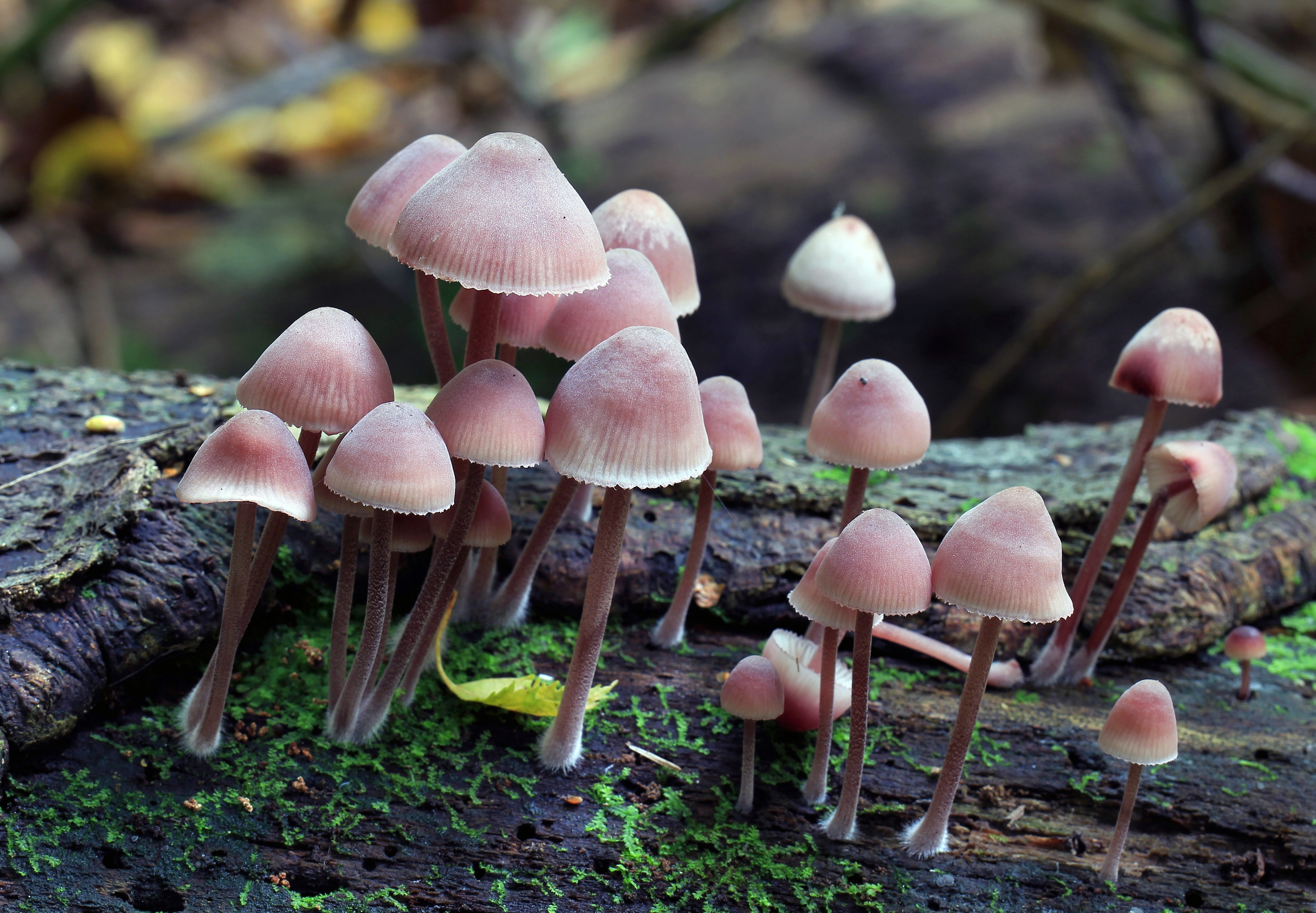
Große Blut-Helmlinge auf Totholz

Der saprophytische Pilz wächst meist in kleinen Büscheln auf toten Stämmen, Ästen und Stümpfen von Laubhölzern. Häufig findet man ihn an Rotbuche, sehr selten an Nadelholz. Die Fruchtkörper erscheinen zwischen April bis Oktober.

## Verbreitung

Verbreitung des Großen Blut-Helmlings in Europa. Grün eingefärbt sind Länder, in denen der Milchling nachgewiesen wurde, weiß sind Länder ohne Nachweis. Grau dargestellt sind Länder ohne Quellen oder Länder außerhalb Europas.

Der Helmling ist in der gesamten Holarktis verbreitet. Er wurde in Nordasien (Japan, Nord- und Südkorea), Nordamerika (USA) und Europa nachgewiesen. In Südeuropa kommt er von Spanien bis nach Griechenland vor. In Westeuropa ist er in den Beneluxstaaten und Großbritannien und Irland weit verbreitet und ziemlich häufig. Auch in ganz Mitteleuropa kann man den Helmling finden. In Nordeuropa ist der Pilz wohl in ganz Fennoskandinavien verbreitet. In Norwegen findet man ihn bis zum Nordkap und in Schweden bis in das nördliche Lappland.
Auch in Deutschland, Österreich und der Schweiz ist der Bluthelmling weit verbreitet und recht häufig.

## Systematik
Der Große Blut-Helmling wurde 1799 durch Christian Hendrik Persoon in dessen Werk "Observationes mycologicae" erstmals als Agaricus haematopus beschrieben. 1871 stellte in Paul Kummer in die Gattung Mycena, sodass der Helmling seinen heute gültigen wissenschaftlichen Artnamen bekam. Mycena haematopus ist der einzige Vertreter der Sektion Galactopoda (Earle) Maas Geest. Das Artattribut (Epitheton) haematopus leitet sich von den altgriechischen Wörtern hāīmatos (Blut) und pōūs (Fuß) ab und ist eine Anspielung auf den blutrot gefärbten Stiel.

### Unterarten und Varietäten
Lange (1914) beschreibt eine Mycena haematopus var. marginata, eine Varietät, die sich durch ihre rötlichbraunen Lamellenschneiden und Cheilozystideninhalte auszeichnet. Allerdings bezweifeln einige Mykologen den Wert dieser Varietät, da das Merkmal der Lamellenschneidenfärbung innerhalb der Art zu variabel ist, um taxonomisch relevant zu sein.

## Bedeutung
Der kleine dünnfleischige Pilz ist kein Speisepilz.